# دارن بازلی
دارن بازلی (انگلیسی: Darren Bazeley؛ زادهٔ ۵ اکتبر ۱۹۷۲) بازیکن فوتبال اهل بریتانیا است.
از باشگاه‌هایی که در آن بازی کرده‌است می‌توان به باشگاه فوتبال ویتاکر یونایتد، باشگاه فوتبال ولورهمپتون واندررز، باشگاه فوتبال واتفورد، و باشگاه فوتبال والسال اشاره کرد.
وی همچنین در تیم ملی فوتبال زیر ۲۱ سال انگلستان بازی کرده‌است.